# Дитмаршен

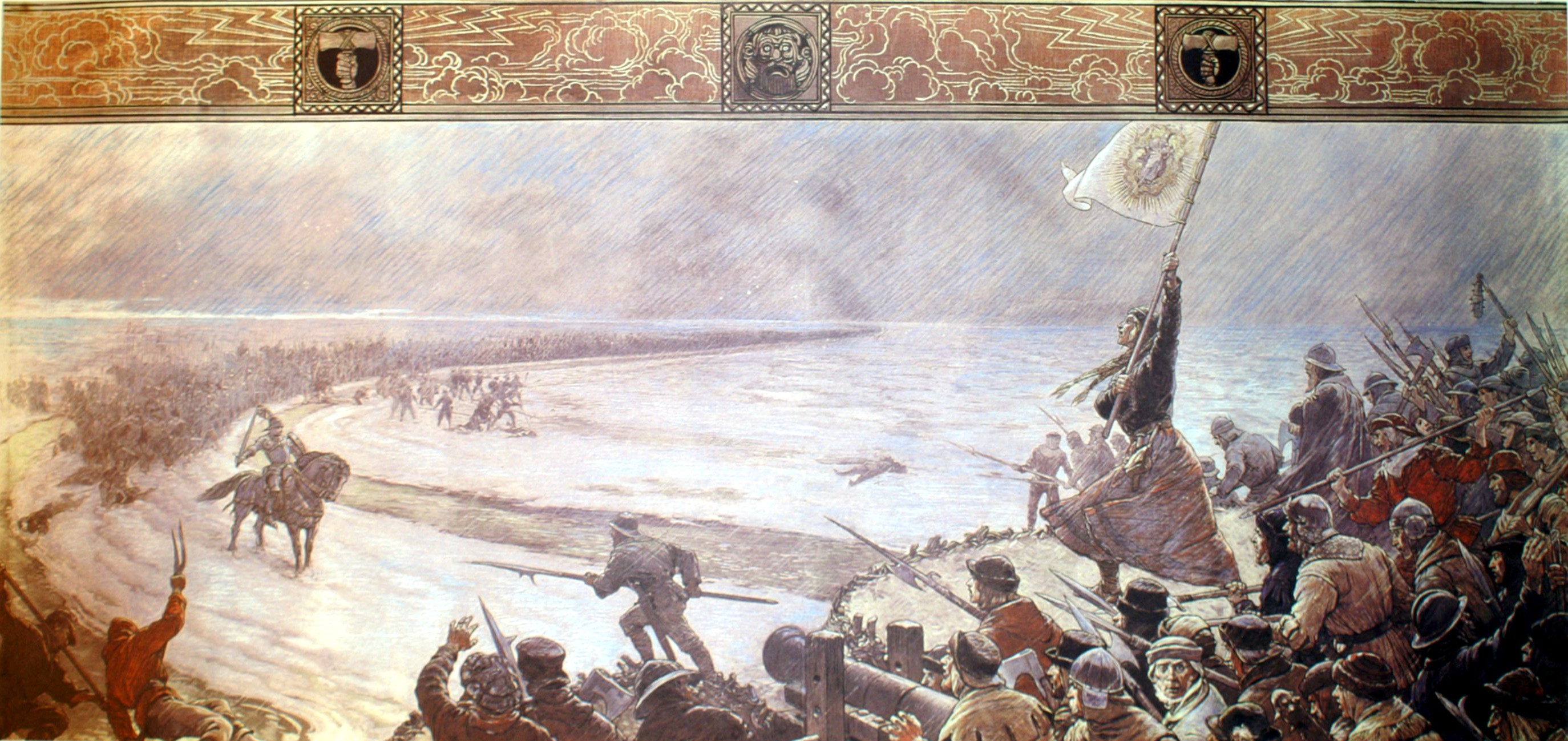
Макс Кох. Битва при Хеммингштедте

Ди́тмаршен (нем. Dithmarschen) — район в Германии. Центр района — город Хайде. Район входит в землю Шлезвиг-Гольштейн. Занимает площадь 1404,75 км². Население — 137 390 чел. Плотность населения — 98 человек/км².
Официальный код района — 01 0 51. Район подразделяется на 117 общин.
Район с древности известен как оплот свободы для близлежащих земель. Именно тут в XII—XVI вв. существовала независимая крестьянская республика, именно тут произошла знаменитая битва при Хеммингштедте, в которой свободные крестьяне одержали победу над превосходившим их численно войском феодалов, именно в Дитмаршене родился Карстен Роде, морской капер на службе Ивана Грозного.

## Города и общины
1. Брунсбюттель (13 789)
2. Фридрикског (2 522)
3. Хайде (20 716)
4. Марне (6 018)
5. Мельдорф (7 655)
6. Вессельбурен (3 112)

Управления
Управление Киркспильсландгемайнде-Альберсдорф
1. Альберсдорф (3 588)
2. Аркебек (250)
3. Бунзо (871)
4. Имменштедт (97)
5. Оффенбюттель (283)
6. Остерраде (462)
7. Шафштедт (1 343)
8. Шрум (77)
9. Тенсбюттель-Рёст (692)
10. Венбюттель (77)

Управление Киркспильсландгемайнде-Бург-Зюдерхаштедт
1. Бриккельн (212)
2. Бухгольц (1 115)
3. Бург (4 364)
4. Эгштедт (836)
5. Фрештедт (401)
6. Гроссенраде (529)
7. Хохдон (1 249)
8. Куден (664)
9. Квикборн (199)
10. Зюдерхаштедт (874)

Управление Киркспильсландгемайнде-Бюзум
1. Бюзум (4 880)
2. Бюзумер-Дайхгаузен (345)
3. Хедвигенког (271)
4. Эстердайкстрих (273)
5. Варверорт (284)
6. Вестердайкстрих (908)

Управление Киркспильсландгемайнде-Эдделак-Санкт-Михелисдон
1. Аферлак (640)
2. Динген (714)
3. Эдделак (1 462)
4. Санкт-Михелисдон (3 728)

Управление Киркспильсландгемайнде-Хайде-Ланд
1. Хеммингштедт (2 989)
2. Лит (396)
3. Лоэ-Риккельсхоф (1 942)
4. Нордхаштедт (2 753)
5. Вёрден (1 334)

Управление Киркспильсландгемайнде-Хеннштедт
1. Баркенхольм (189)
2. Бергевёрден (36)
3. Дельфе (737)
4. Феддеринген (277)
5. Глюзинг (119)
6. Хеген (54)
7. Хенштедт (1 880)
8. Холлингштедт (338)
9. Клефе (452)
10. Линден (876)
11. Нордерхайштедт (144)
12. Шлихтинг (239)
13. Зюдерхайштедт (542)
14. Вимерштедт (165)

Управление Киркспильсландгемайнде-Лунден
1. Грофен (128)
2. Хемме (514)
3. Каролиненког (132)
4. Кремпель (663)
5. Леэ (1 160)
6. Лунден (1 655)
7. Рем-Фледе-Барген (609)
8. Санкт-Аннен (355)

Управление Киркспильсландгемайнде-Марне-Ланд
1. Дикхузен-Фарштедт (734)
2. Хельзе (964)
3. Кайзер-Вильгельм-Ког (364)
4. Кронпринценког (965)
5. Марнердайх (341)
6. Нойфельд (646)
7. Нойфельдерког (144)
8. Рамхузен (163)
9. Шмедесвурт (215)
10. Тренневурт (269)
11. Фольземенхузен (368)

Управление Киркспильсландгемайнде-Мельдорф-Ланд
1. Баргенштедт (925)
2. Барльт (844)
3. Бузенвурт (331)
4. Эльперсбюттель (915)
5. Эпенвёрден (808)
6. Гудендорф (425)
7. Крумштедт (556)
8. Ниэндорф (1 165)
9. Нордермельдорф (649)
10. Оддераде (325)
11. Зарцбюттель (735)
12. Виндберген (841)
13. Вольмерсдорф (345)

Управление Киркспильсландгемайнде-Теллингштедт
1. Делльштедт (801)
2. Дёрплинг (611)
3. Гаусхорн (213)
4. Хёфеде (64)
5. Пален (1 168)
6. Шалькхольц (595)
7. Зюдердорф (396)
8. Теллингштедт (2 493)
9. Тиленхемме (178)
10. Валлен (37)
11. Вельмбюттель (465)
12. Вестерборстель (98)
13. Вром (732)

Управление Киркспильсландгемайнде-Веддингштедт
1. Нойенкирхен (1 044)
2. Остроэ (963)
3. Штелле-Виттенвурт (486)
4. Веддингштедт (2 321)
5. Вессельн (1 352)

Управление Киркспильсландгемайнде-Вессельбурен
1. Фридриксгабеког (71)
2. Хелльшен-Херингзанд-Унтершар (169)
3. Хилльгрофен (86)
4. Нордайх (430)
5. Нордервёрден (287)
6. Эстервурт (274)
7. Райнсбюттель (427)
8. Шюльп (489)
9. Штрюббель (96)
10. Зюдердайх (536)
11. Вессельбуренер-Дайхгаузен (142)
12. Вессельбуренерког (151)

## История

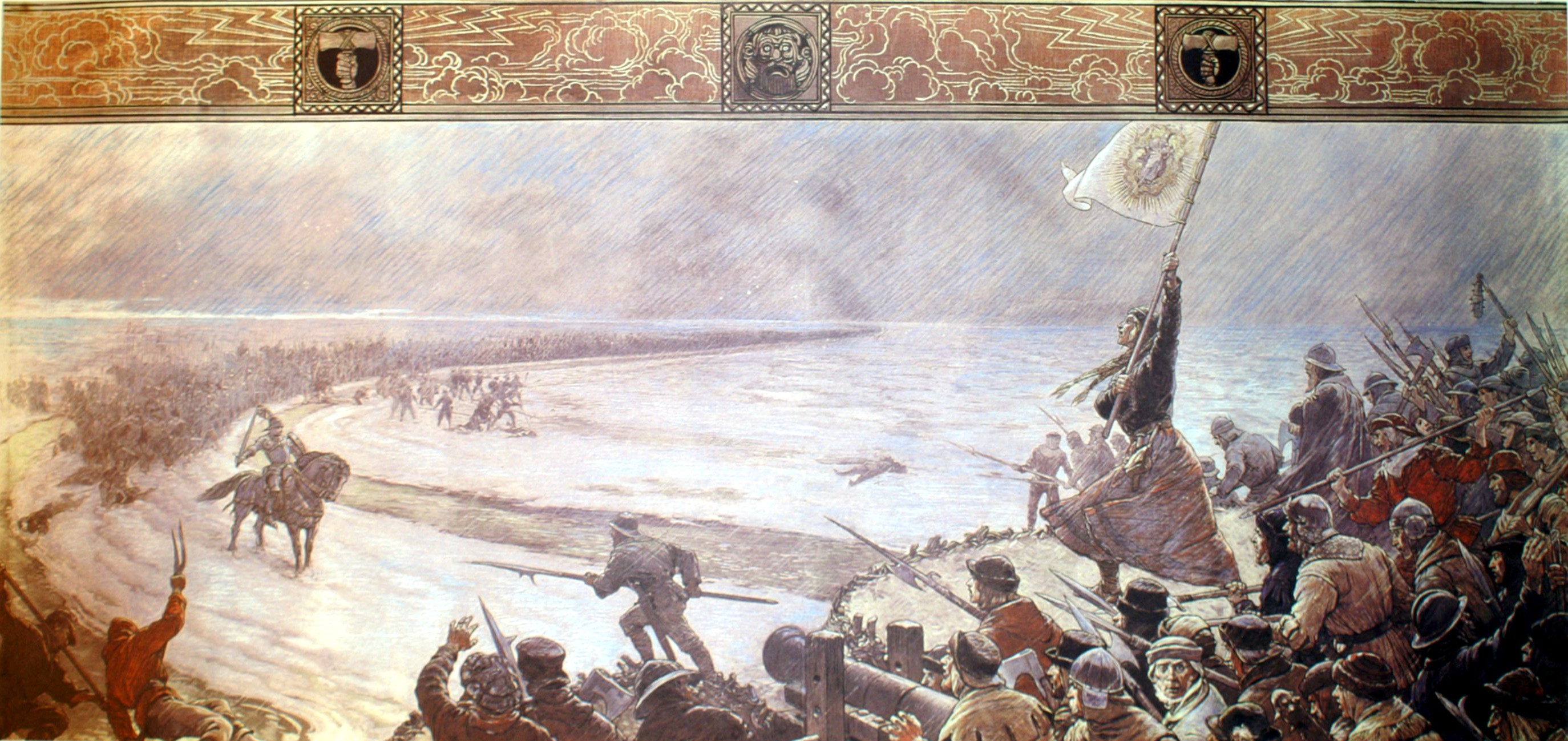
Макс Кох. Битва при Хеммингштедте

Входил в состав Саксонии и с ней вместе был покорён Карлом Великим. С 936 года Дитмаршен принадлежал графам фон Штаде. В раннее средневековье Дитмаршен был заселён восточными саксами, к которым с XIII века добавились фризы. Фридрих I передал Дитмаршен в 1180 году Бременскому архиепископству; но население упорно противилось новому правительству и, после многих бесплодных восстаний, добровольно подчинилось епископу Шлезвигскому.
Вскоре после этого Дитмаршен перешел к Датскому королевству и оставался его частью до поражения датчан при Борнхёведе в 1227 году. Тогда Дитмаршен стал, de facto, «крестьянской республикой», отдельные округа и приходы которой ревниво оберегали свою самостоятельность; однако кровавые столкновения между родами нарушали покой страны, а морские разбойники делали устье Эльбы небезопасным. Лишь после кодификации и обнародования в 1321 году свода местных законов и одновременного учреждения высшего суда, в ведение которого вскоре перешли важнейшие государственные дела, положение страны немного улучшилось. Местные законы были изменены в 1447 году, в 1497 году впервые напечатаны, в 1567 году — исправлены, а в 1711-м переизданы в Глюкштадте.
В реальности т. н. «крестьянская республика» Дитмаршена представляла совокупность соседских общин-марок, управлявшихся тремя выборными коллегиями. Ежегодно в Мельдорфе происходили народные собрания, в которых решающие голоса принадлежали членам наиболее родовитых фамилий. Республика состояла из двух десятков округов, по числу церковных общин. Каждая община управлялась советом из 12 крупных землевладельцев, общее руководство осуществлял «совет сорока восьми».
Уже в средние века голштинские князья стремились покорить себе Дитмаршен, но завоевательные походы 1319 и 1404 годах были отражены с большими потерями. Император Фридрих III передал Дитмаршен формально Шлезвиг-Голштинии, что, однако, не имело практических последствий.
Сыновья Христиана, король Ганс и герцог Фридрих I Готорпский, пытались подчинить себе Дитмаршен. Но их войско 17 февраля 1500 года потерпело сокрушительное поражение при Хеммингштедте. Эта победа крестьян над княжеским войском, воспетая во многих песнях, предоставила крестьянской стране 50 лет внешнего мира. Реформация вызвала внутренние усобицы. Генрих из Зютфена, как один из первых мучеников евангелической церкви, погиб в 1524 году на костре. Приходы и роды восставали, с оружием в руках, против последователей новой веры, нанимали даже иноземных солдат, но новое учение распространялось понемногу. Наконец, три владетеля Шлезвиг-Голштинии — датский король Фридрих II, герцоги Иоанн и Адольф — соединились против Дитмаршена, и после нескольких неудачных битв Дитмаршену пришлось подчиниться (2 июня 1559 г.). Три завоевателя разделили землю; после смерти герцога Иоанна последовало новое деление. Южный Дитмаршен, с главным г. Мельдорфом, достался королю Фридриху II, северный Дитмаршен с г. Гейде — герцогу Адольфу Готорпскому. По трактату 1773 года, северный Дитмаршен перешёл с прочими готорпскими владениями к Датскому королевству, а события 1864—1866 гг. сделали Дитмаршен собственностью Пруссии. В память завоевания Дитмаршена Шлезвиг-Голштинский владетельный дом поместил на своем гербе серебряного всадника в панцире на красном поле.
С Петра III до Николая II титул герцога «Дитмарского» входил в титул русских императоров из Голштейн-Готторпской ветви дома Романовых.

## Герб
Герб района Дитмаршен отображет рыцаря Гольштейн — племени, упоминавшемся Адамом Бременским, как живущем на северном берегу Эльбы, к западу от Гамбурга. Гольштейн (Holcetae) означает «народ леса». Этот герб был непопулярен длительное время, поскольку являлся символом завоевателей. После 1930 года был принят гербом района Дитмаршен.